# جوني ليوني
جوني ليوني (بالإنجليزية: Johnny Leoni) (مواليد 30 يونيو 1984 في سيون) لاعب كرة قدم سويسري يلعب حاليا لصالح نادي زيورخ السويسري . .

## روابط خارجية
- جوني ليوني على موقع الاتحاد الدولي (مؤرشف)  (الإنجليزية)
- جوني ليوني على موقع الاتحاد الأوربي (الإنجليزية)
- جوني ليوني على موقع رابطة كرة القدم اليابانية للمحترفين (اليابانية)
- جوني ليوني على موقع قاعدة بيانات كرة القدم.إي يو (الإنجليزية)
- جوني ليوني على موقع ناشيونال فوتبول تيمز (الإنجليزية)
- جوني ليوني على موقع Soccerway.com (الإنجليزية)
- جوني ليوني على موقع عالم كرة القدم.نت (الإنجليزية)
- جوني ليوني على موقع كووورة